# Judenkirchhofsfeld

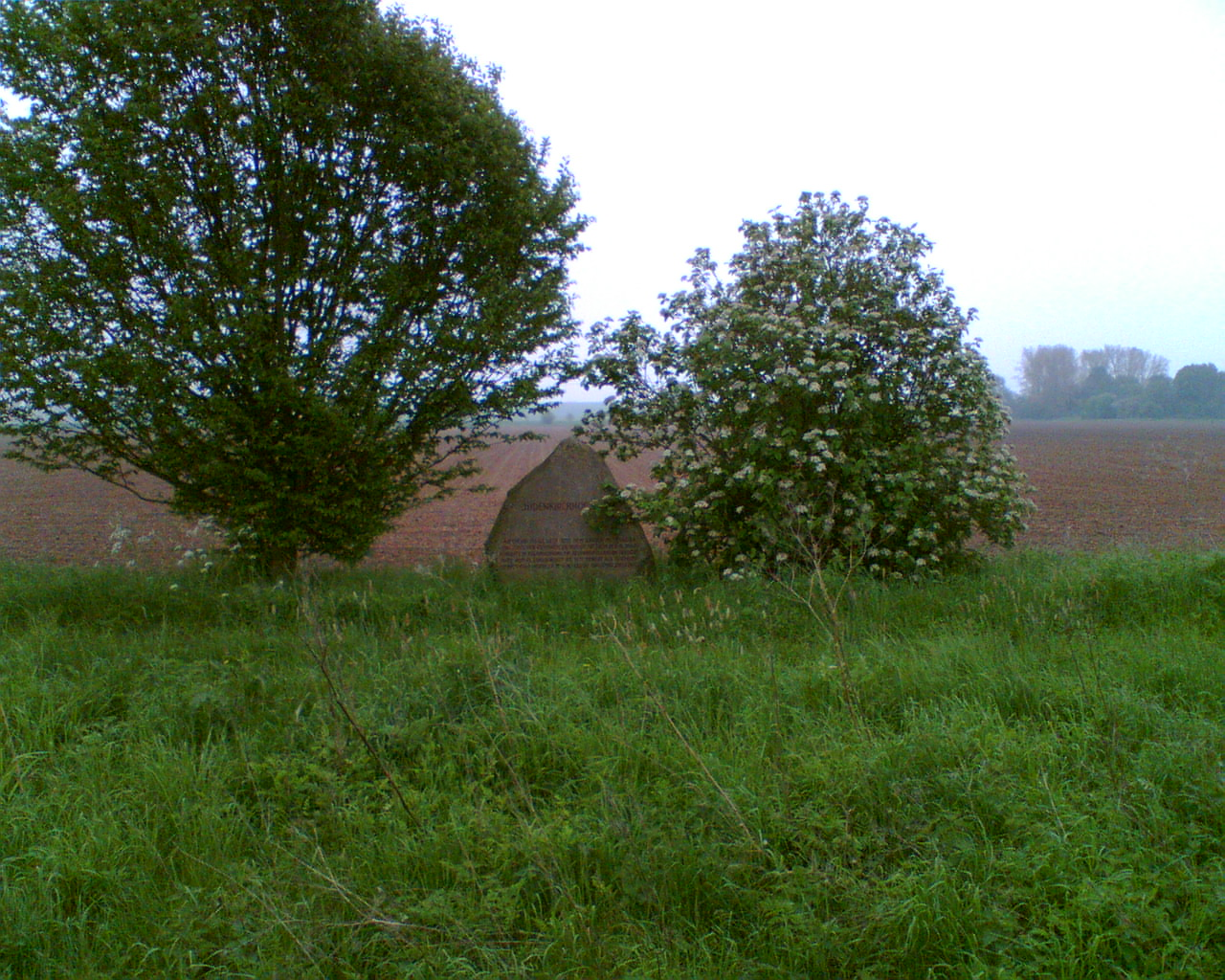
Gedenkstein Judenkirchhofsfeld, neben der B 3.

Das Judenkirchhofsfeld ist eine historische Bezeichnung für die Flurstücke 159, 160/1 und 160/2 in der Flur 12 gegenüber dem großen Flurstück „Lathwiesen“ südlich der Stadt Einbeck, im Überschwemmungsgebiet der Ilme. Es wird heute landwirtschaftlich genutzt. Hier befand sich ein frühneuzeitlicher jüdischer Friedhof.

## Der mittelalterliche jüdische Friedhof
Im 15. Jahrhundert wird ein jüdischer Friedhof bei der Stadt Einbeck urkundlich zweimal erwähnt; in beiden Fällen geht es um die Lokalisierung von Grundbesitz:
- 1453 ein dem Rat der Stadt gehöriger Garten (d. h. in stadtnaher Lage) „by der yodden kerkhove“;
- 1454 Heinrich Bothes Ländereien „by dem olden joddenkerkhove“;

Wilhelm Feise entnahm aus einem Manuskript im Stadtarchiv, dass sich dieser alte jüdische Friedhof vor dem Altendorfer Tor, nahe dem Knochenhauer-Gildegraben (d. h. dem heutigen Bürgermeisterwall) befunden habe. Die Lage des Friedhofs vor dem Altendorfer Tor übernahm auch Thomas Kellmann 2017, verzichtete aber auf eine exaktere Lokalisierung.
Feise entnahm einem ungedruckten Aufsatz Harlands die Information, dass es durch Hetzpredigten des Pfarrers an der Einbecker Marktkirche, Johann Velius, kurz nach 1579 zur Vertreibung der Juden aus Einbeck gekommen sei. Auch der jüdische Friedhof sei bei diesem Pogrom zerstört worden, „die Leichensteine seien zerschlagen oder als Bausteine verwandt worden.“ Danach lebten etwa 100 Jahre keine jüdischen Familien mehr in Einbeck.
Nach dem Brand der Einbecker Neustadt 1826 entdeckte Moritz Falk im Brandschutt des Eckgrundstücks Hullerser Straße / Marktstraße (um 1900 Kolonialwarenhandlung Propfe) einen Grabstein, der datiert war auf den 11. Tevet 5160, d. h. den 10. Dezember 1399. Die jüdische Gemeinde stellte den Stein hinter der Alten Synagoge auf. Es war der unvollständig erhaltene Grabstein einer Frau. Harland schrieb darüber: „Hinter der hiesigen Synagoge befindet sich ein Leichenstein, welcher der Inschrift zufolge gegen 460 Jahre alt sein muß. Dieser Leichenstein fand sich zufällig im Hause eines Christen, als nach dem großen Brande vom Jahre 1826 überall aufgeräumt wurde.“
1961 war dieser Grabstein verschollen. 

## Der Friedhof im Judenkirchhofsfeld
In einer Urkunde des Jahres 1582 wird ein jüdischer Friedhof nahe Einbeck erwähnt: die Salzderheldener Schäfer sollen im Winter „sobald man durch die Reinser Landwehr kommt, zwischen der Landstraße und den Weiden (welche mit Steinen vermalet werden sollen), bis an den Juden-Kirchhof“ die Brache nutzen. Diese Quelle interpretierte Feise so, dass hier schon das Judenkirchhofsfeld in der Nähe der Reinser Landwehr gemeint sei. Es sei der neue Friedhof, im Gegensatz zum alten Friedhof vor dem Altendorfer Tor. „Dieser Friedhof ist noch jetzt vorhanden, auf einigen Steinen sind die Inschriften noch zu lesen.“
Als sich im 18. Jahrhundert wieder eine jüdische Gemeinde bildete, nutzte sie als Friedhof dieses Grundstück, das zu diesem Zweck völlig ungeeignet war. Es befand sich etwa 1 km vor dem Benser Tor, aber noch innerhalb der Einbecker Landwehr. Wenn die Ilme Hochwasser führte, waren Bestattungen dort gar nicht möglich. Die Grabhügel wurden abgespült, die Wege waren unpassierbar.
Auf der Flurkarte 18 von Koven (1747) begegnen folgende Flurnamen: 
- „Juden Kirch-Hoff“,
- „der Juden Pfuhl“,
- „auf den Juden Kirch-Hoffe“.[9]

1787 bezahlte die jüdische Gemeinde die Anpflanzung einer Hecke, damit das Gelände gegen Beweidung geschützt war. 1788 wurde das Friedhofsareal durch Zukauf vergrößert. 1828 war der Friedhof vollständig belegt, da Grabstätten gemäß jüdischem Recht auf ewig bestehen. So wurde ein Garten vor dem Ostertor an der Taterngasse (heute Rabbethgestraße) als neuer jüdischer Friedhof eingerichtet. Über die Situation auf dem alten jüdischen Friedhof schrieb der Gemeindevorsteher Elias Hirsch Meyersberg, durch seine einsame Lage sei er dem Vandalismus ausgesetzt. Die Grabsteine seien „mutwillig verstümmelt und zerbrochen.“ Die Hecke sei zerstört, Pfosten und Pfähle der Einfriedung seien gestohlen.
Das Weiterbestehen des alten Friedhofs und seiner Gräber blieb aber ein Anliegen der jüdischen Gemeinde Einbeck; so lehnte sie 1865 ein Kaufangebot der Verkoppelungskommission ab, die dort einen Exerzierplatz einrichten wollte und vorschlug, die Grabsteine zum neuen Friedhof Rabbethgestraße zu überführen. Der Friedhof besaß damals eine Natursteinmauer, auch befand sich dort zuletzt ein alter Baumbestand.
1940 nötigte die Stadtverwaltung Einbeck das einzige verbliebene Mitglied des jüdischen Gemeindevorstands, die 5 ar 3 m² große Parzelle an die Stadt zu verkaufen. Der Verkaufspreis wurde gleich einbehalten, um damit das komplette Abräumen des Friedhofs und die Beisetzung der Gebeine in einem Sammelgrab zu bezahlen. Daraufhin wurde das Judenkirchhofsfeld zwecks landwirtschaftlicher Nutzung verpachtet.
Im Rahmen der Wiedergutmachungsverhandlungen wurde das Judenkirchhofsfeld an die JTC übergeben. Heutiger Eigentümer ist der Landesverband jüdischer Gemeinden in Niedersachsen e. V.

Als die Umgehungsstraße 1993 gebaut wurde, deren Trasse direkt am Judenkirchhofsfeld vorbeiführt, ließ die Stadt Einbeck einen Gedenkstein (Lage) aufstellen mit folgendem Text:
„Judenkirchhofsfeld. An dieser Stelle liegt seit dem späten Mittelalter ein jüdischer Friedhof. Er wurde am Ende des 16. Jahrhunderts im Zusammenhang mit den Judenverfolgungen zerstört, aber vom 18. Jahrhundert bis 1827 erneut als Friedhof genutzt. 1940 wurde er vom NS-Regime endgültig zerstört.“